# Saison 5 de Drôles de dames
Chronologie
Saison 4
La saison 5 de Drôles de dames est composée de 17 épisodes de 45 minutes.
Cette saison fut la dernière de la série, est réduite à 17 épisodes seulement. Tanya Roberts intègre la série en remplacement de Shelley Hack. 

## Distribution

### Acteurs principaux
- Jaclyn Smith (VF : Évelyne Séléna) : Kelly Garrett
- Cheryl Ladd (VF : Céline Monsarrat) : Kris Munroe
- Tanya Roberts (VF : Anne Jolivet) : Julie Rogers
- David Doyle (VF : Philippe Dumat) : John Bosley
- John Forsythe (VF : Jean Berger) : Charles "Charlie" Townsend

## Liste des épisodes

### Épisode 1:Agence de mannequins -1repartie
- États-Unis : 30 novembre 1980 sur ABC

### Épisode 2:Agence de mannequins -2epartie
- États-Unis : 30 novembre 1980 sur ABC

### Épisode 3:La fin du voyage
- États-Unis : 30 novembre 1980 sur ABC

### Épisode 4:Sirène d'alarme pour trois sirènes
- États-Unis : 7 décembre 1980 sur ABC

### Épisode 5:Un tueur à gages sur l'île
- États-Unis : 14 décembre 1980 sur ABC

### Épisode 6:Plage interdite
- États-Unis : 4 janvier 1981 sur ABC

### Épisode 7:Et si l'on dansait?
- États-Unis : 11 janvier 1981 sur ABC

### Épisode 8:Alambic et vieilles querelles
- États-Unis : 24 janvier 1981 sur ABC

### Épisode 9:Mariage surprise
- États-Unis : 31 janvier 1981 sur ABC

### Épisode 10:Sabotage
- États-Unis : 7 février 1981 sur ABC

### Épisode 11:Le tueur au téléphone
- États-Unis : 14 février 1981 sur ABC

- Tisha Sterling (Mary)
- Diane McBain (Penny)
- Paul Cavonis (Harry Stark)
- Bruce Watson (VF : Michèle Bardollet / Patrick Poivey) (Edward Ford / Paul Factor / Margot)
- Brad Maule (Bartender)
- Clare Peck (Lois)
- Frank Arno (le Maître de cérémonie)
- Tobi Allyn (Waitress)

### Épisode 12:En avant la musique
- États-Unis : 21 février 1981 sur ABC

### Épisode 13:L'ombre d'un héros
- États-Unis : 28 février 1981 sur ABC

### Épisode 14:Hypnose mortelle
- États-Unis : 3 juin 1981 sur ABC

- Eric Braeden (John Reardon)
- Darleen Carr (Darlene Warden)
- David Sheiner (Robert Carver)
- Brett Halsey (Steve Briggs)
- Norman Bartold (Edward Tustin)
- Joyce Brothers (Dr. Lantry)
- BarBara Luna (Cynthia Weaver)
- Mickey Cherney (John Danvers)
- Stephanie Hoff (Francine Miller)
- Randy Scott Harris (le domestique)

### Épisode 15:Les risques du métier
- États-Unis : 10 juin 1981 sur ABC

- Mark Pinter (Ted Markham)
- Joseph Sirola (Boris)
- Robert Rockwell (Harrison)
- Noah Keen (le président de la banque)
- Stephen Liska (Steve)
- Alvin Ing (T. Yagamuchi)
- Micki McHay (Mlle Withers)
- Danielle Aubry (Sales Lady)
- Buddy Lewis (le dealer)
- Johnnie Decker (le dealer de Las Vegas)
- Michelle Lynn Traxell (le réceptionniste)
- Tom Dunstan (le joueur)
- Anthony Ragonese (le policier)
- Lawrence Levine (le barman)
- Deborah Donnelly (la caissière)

### Épisode 16:Monsieur Galaxie
- États-Unis : 17 juin 1981 sur ABC

- Roger Callard (Ron Gates)
- Richard Bakalyan (Artie Weaver)
- Ric Drasin (Chuck Wilde)
- Joseph Ruskin (Danny Barr)
- Bonnie Keith (Selena Hansen)
- Floyd Levine (Norman Powers)
- Will MacMillan (John Wheeler)
- Karen Haber (Sally)
- David Wendel (Deliveryman)
- Allan Graf (Carl)

### Épisode 17:Entre la vie et la mort
- États-Unis : 24 juin 1981 sur ABC

- Gary Wood (Joe Danworth)
- George Ball (Dr. Jackson)
- Michael Witney (le policier)
- Patricia Mariano
- Amelia Haas
- Michael Magnusen
- John Bernabei
- Christopher George (Chadway)
- Cameron Mitchell (Frank Desmond)
- Vic Morrow (Lt. Harry Stearns)
- Simon Oakland (Sgt. Cates)
- Michael Hershewe (Greg Cates)
- Eddie Lo Russo (Miller)
- Ray Vitte (Sharp)
- Joseph Ruskin (Danny Barr)

- Charlie se déguise en membre du personnel hospitalier. Seul Bosley, le reconnaîtra. 